# Barbados församlingar
Landet Barbados är uppdelat i elva administrativ enheter kallade parish.
| Nr | Församling    | Tidigare huvudorter | Landareal (km²) | Invånarantal (2010) | Befolkningstäthet (km-2) |
| -- | ------------- | ------------------- | --------------- | ------------------- | ------------------------ |
| 1  | Christ Church | Oistins             | 57              | 54 336              | 953                      |
| 2  | Saint Andrew  | Greenland           | 36              | 5 139               | 143                      |
| 3  | Saint George  | Bulkeley            | 44              | 19 767              | 449                      |
| 4  | Saint James   | Holetown            | 31              | 28 498              | 918                      |
| 5  | Saint John    | Blackmans           | 34              | 8 963               | 264                      |
| 6  | Saint Joseph  | Bathsheba           | 26              | 6 620               | 255                      |
| 7  | Saint Lucy    | Crab Hill           | 36              | 9 758               | 271                      |
| 8  | Saint Michael | Bridgetown          | 39              | 88 529              | 2 270                    |
| 9  | Saint Peter   | Speightstown        | 34              | 11 300              | 332                      |
| 10 | Saint Philip  | Crane               | 60              | 30 662              | 511                      |
| 11 | Saint Thomas  | Hillaby             | 34              | 14 249              | 419                      |
|    | Barbados      | Bridgetown          | 431             | 277 821             | 645                      |